# Сумишин Микола Флорович
 Суми́шин Мико́ла Фло́рович  (* 15 квітня 1940 р.) — український письменник. Член Національної спілки письменників України з 1974 р.

## Біографія
Народився в с. Водички 15 квітня 1940 р. Хмельницькому районі Хмельницької області. Закінчив факультет журналістики Львівського університету (1968). Працював будівельником на цукрозаводі, в редакції газети «Корчагінець», завідувачем кабінету молодого автора при Хмельницькій обласній організації Спілки письменників України, першим заступником редактора обласної газети «Подільські вісті».

У 1974 р. був прийнятий до лав НСПУ через міжобласну письменницьку організацію, яка існувала тоді на дві області — Вінницьку та Хмельницьку.

Живе у м. Хмельницькому.

## Літературна діяльність
Прозаїк, драматург. Автор книг: 

«В дорозі» (1972), «Вісь» (1976), «Уроки» (1978), «Хто там, у сутінках?» (1992), "Спадщина  (2010).
Повість «Уроки» та найкращі оповідання вийшли окремою збіркою в перекладі російською мовою. Створив кілька п'єс. Одна з них "Перехід" ("Поштова скринька для Олесі"), поставлена на сцені Хмельницького обласного театру (1983 рік).
Микола Сумишин – постійний автор всеукраїнського літературно-мистецького журналу «Дзвін», що виходить у Львові. В цьому часописі опубліковані: повість «Зона недосяжності» (№11, 2012 рік), детективна історія «День святого Дмитра» (№11, 2015 рік), повість «Мамко моя, не лай мені» (№4, 2017 рік), роман «Мерза». (№6, №7, 2020 рік). 
Згодом ці та інші твори автор зумів видати, тож знайшли свого читача нові книги Миколи Сумишина, зокрема, «День святого Дмитра» (2017 рік), «Відблиски пекла» (повісті та новели, 2019 рік), роман  «Мерза» (2021 рік).
Прозові твори Миколи Сумишина друкуються також у хмельницькому альманасі «Південний Буг».
Лауреат обласної літературної премії.